# Фелди
Фелди (на норвежки: fjell – „фелд“ ед. ч.) са заравнени и платообразни билни повърхности на отделни планински масиви на Скандинавския полуостров (Норвегия, Швеция и Финландия). Образувани са в резултат от ледниковата дейност и са със следи от доледниково заравняване. Повърхността им представлява редуване на полегати възвишения, покрити с тундрова растителност и ледници от норвежки тип, и падини, в които са разположени многочислени езера и блата.